# Gentiana trichotoma
Gentiana trichotoma är en gentianaväxtart som beskrevs av Kusnezow. Gentiana trichotoma ingår i släktet gentianor, och familjen gentianaväxter. Utöver nominatformen finns också underarten G. t. chingii.